# Heavy Weapons
Heavy Weapons (с англ. — «Тяжелое оружие») — игра 2009 года, использующая технологию Adobe Flash. Является игрой в жанре Top-Down шутера и использует псевдотрехмерную графику. Игра была издана в двух версиях - для сайта издателя Kongregate и для 
популярного сайта Flash-развлечений Newgrounds. В версии для Newgrounds была вырезана возможность получать достижения и попасть в список рекордов.

## Уровни игры
Игра насчитывает 60 уровней, которые возрастают по сложности, количеству врагов и сложности осуществления условий для прохождения уровня. Также присутствуют три босса, уровни с которыми обозначены соответствующими подписями в названии.

## Критика
Игра получила положительные отзывы игроков и критиков за хорошо реализованную на Adobe Flash 
графику и увлекательность. На сайте Kongregate она стала одной из самых популярных игр, в которую сыграли уже более 1,1 млн раз. На портале Newgrounds она получила награду Daily Feature как лучшая игра дня 